# Брезовиця (Шмарєшкі Топлиці)
Брезовиця (словен. Brezovica) — поселення в общині Шмарєшкі Топлиці, регіон Південно-Східна Словенія, Словенія.